# Renässansens högsta orden

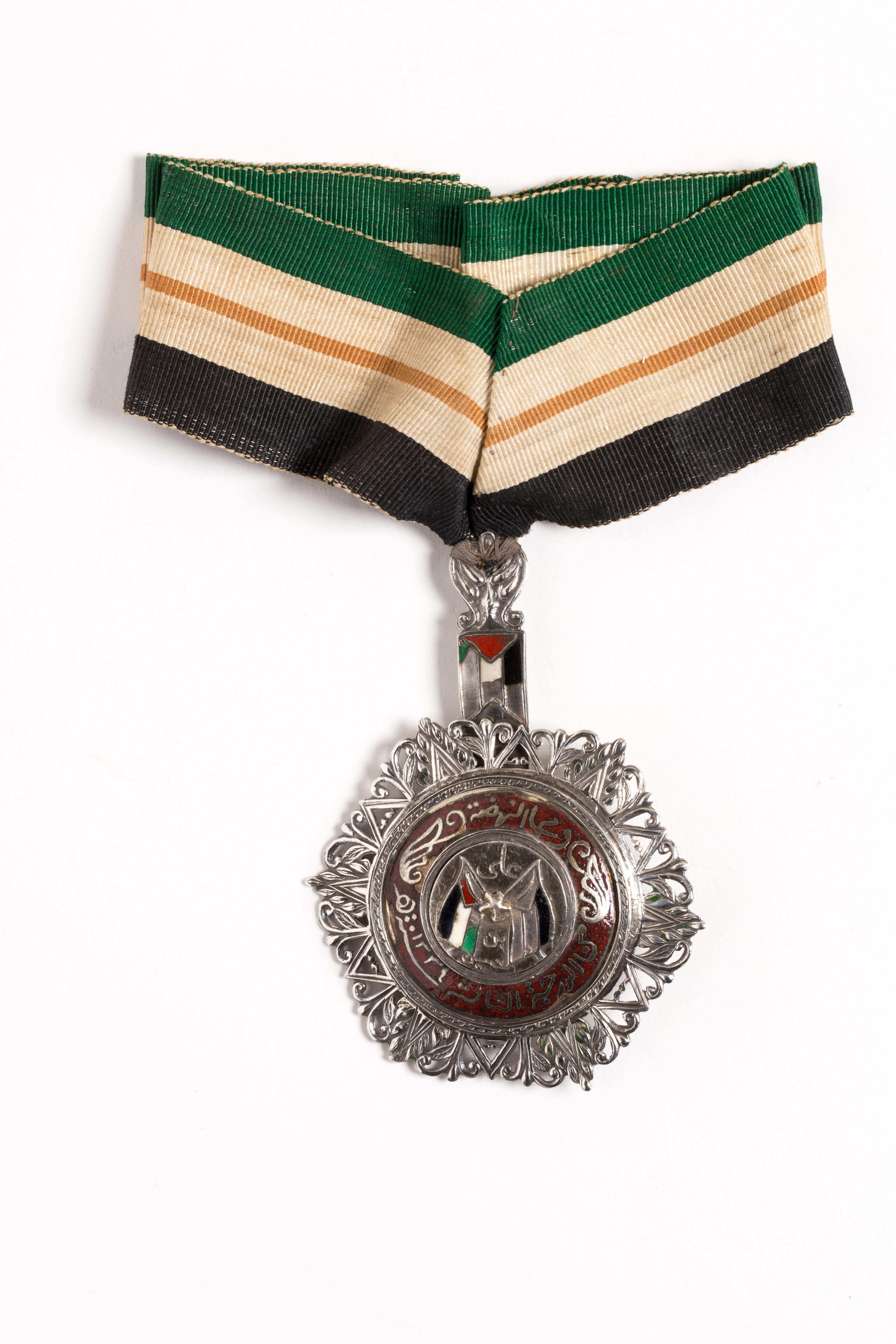
Ordens tecken

Renässansens högsta orden (arabiska: وسام النهضة) är en jordansk orden. Den instiftades år 1917 av kungen Hussein ibn Ali. Idag delas det ut för både civila och militära personer som erkänsla för exceptionell tjänst för staten.
Orden är näst högsta bland Jordaniens ordnar efter Al-Hussein orden.
Orden är delad i sex klasser och en medalj-grad:
- specialstorkors
- storkors
- storofficer
- kommendör
- officer
- riddare
- medalj